# Flat Witch Island
Flat Witch Island, conosciuta anche con il nome di Little Witch Island, fa parte del gruppo delle Maatsuyker Islands, isole site a sud dell'isola di Tasmania (Australia) nell'oceano antartico e appartenenti alla municipalità di Huon Valley, una delle Local government area della Tasmania. Tutto il gruppo di isole appartiene al Southwest National Park che a sua volta fa parte della Tasmanian Wilderness World Heritage Area.

## Geografia
Flat Witch Island è la terza isola per estensione delle Maatsuyker Islands, ha un'area di 0,64 km² e un'altezza massima di 100 m. Si trova a nord-est di Maatsuyker Island tra quest'ultima e De Witt Island.
Altri isolotti adiacenti che fanno parte dello stesso gruppo sono: Walker Island, che si trova tra Flat Witch e Maatsuyker e i Western Rocks che sono situati a sud-ovest.

### Fauna
L'isola è stata identificata come Important Bird Area per l'importanza nella riproduzione degli uccelli. Tra gli uccelli marini e i trampolieri che si riproducono sull'isola c'è il pinguino minore blu (400 coppie), la berta codacorta (500 000 coppie), il prione fatato (10 000 coppie), il petrello tuffatore comune (100 coppie), il gabbiano del Pacifico, il gabbiano australiano, e la beccaccia di mare fuligginosa. L'otaria orsina del Capo e l'otaria orsina meridionale usano fermarsi sulle coste dell'isola. È stato registrato sull'isola l'antechino di palude. Tra i rettili si registra il Niveoscincus pretiosus.